# Cyperus surinamensis
Cyperus surinamensis là loài thực vật có hoa trong họ Cói. Loài này được Rottb. mô tả khoa học đầu tiên năm 1773.